# Saint-Gilles (Manche)
Saint-Gilles – miejscowość i gmina we Francji, w regionie Normandia, w departamencie Manche. W 2013 roku populacja gminy wynosiła 924 mieszkańców. Przez miejscowość przepływa rzeka Vire. 